# 凌辱学園長/奴隷倶楽部 〜読心調教録〜
『凌辱学園長/奴隷倶楽部 〜読心調教録〜』（りょうじょくがくえんちょう/どれいくらぶ どくしんちょうきょうろく）は、CLOCKUP team.ANISEから2007年10月26日に発売されたアダルトゲームである。
本項では、2017年11月24日に発売されたフルHDリマスター版『饗宴の赤 〜読心調教録〜』についても解説する。

## 解説
本作は、心を読む力を持つ「饗応師」が、ある女子学園の関係者を調教して牝奴隷に仕立てていく様子を描いたアダルトゲームであり、調教したヒロインたちを品評会に出すこともできる。
浜島重雄にとっては初のメイン原画作品である本作のヒットにより、その後浜島とシナリオライターの浅生詠がタックを組んだ凌辱系の作品が複数発売された。

## あらすじ
主人公・佐藤 直人は、『饗宴の赤』と呼ばれることもある秘密倶楽部のために、牝奴隷を扱う饗応師の仕事をしていた。
ある日、主人公は「最近三架谷（みがや）市にある名門校・天綾学園を手に入れたので、そこの学生たちを指導して牝奴隷に仕立て上げ、倶楽部に送り込んでほしい。」という指示を受け、自らが持つ心を読む能力をもって、全力で牝奴隷の指導にあたることを決めた。

## 登場人物
佐藤 直人（さとう なおと）
本作の主人公。秘密倶楽部『饗宴の赤』の饗応師であり、倶楽部に供するための牝奴隷を育成すべく、天綾学園の学園長に就任した。
掌で触れた相手の心を読む能力を持つ。
桐谷 優那（きりがや ゆうな）
声：サトウユキ
天綾学園の二年生で、新体操部に所属している。気が利くため、クラスメイトからの人気が高い。たった一人のために尽くすことをよしとしており、痴漢から自らを救ってくれた主人公に想いを告白した結果、恋心を利用されて牝奴隷へとなり下がっていく。
幼くして両親を失ったものの、自らの苦境に嘆くことなく健気にふるまう。
椎名 莉子（しいな りこ）
声：青葉りんご
天綾学園の一年生で、理事長・柚紀の娘。ぼやけた顔でミナミコアリクイのミナミちゃんというぬいぐるみを抱えてうろつくなど、幼稚なところが残る。いつか王子様が現れることを夢見ており、学園長に就任した主人公を王子様だと信じ込み牝奴隷へとなり下がっていく。
草薙　のばら（くさなぎ　のばら）
声：榊木春乃
天綾学園の三年生。祖父の跡を継いで草薙グループの代表になることを目標に努力を重ねている。自らの高貴な血に対してひそかな誇りを持っているため他者を使うことに嫌悪感はなく、普通の血筋の者や使用人を無意識に見下している。また、幼馴染に恋心を抱いているが、同様の理由で素直になれずにいる。
背筋が寒くなるほどの犬嫌い。
主人公に実家の不正について脅される形で牝奴隷にされる一方、主人公の非道に抗うことを誓う。
鈴木　郁美（すずき　いくみ）
声：雨津さえ
天綾学園に赴任したばかりの教師。優しく穏やかな性格である一方、気弱で強くしかることが苦手。自らの体型と毛深さに悩んでいる。また、自らの体臭についても気にしているが、周囲はあまり気にしていない。
兄が起こした殺人事件をかぎつけた主人公に脅され、兄のことを周囲に暴露されたくない思いで主人公の言いなりになる。
椎名　柚紀（しいな　ゆき）
声：中瀬ひな
天綾学園の理事長で、前学園長の年の離れた妻にして、莉子の生母。夫が知らない会社に学園の権利を譲渡して失踪したことを不審に思い、新しく学園長として就任した直人の背後関係の調査を葵に依頼した。
朔崎　葵（さかざき　あおい）
声：美里香奈
柚紀の古い知り合いで、主人公より少し前に用務員として就任した。男好きであり、用務員という肩書にそぐわぬ豪胆な性格と大胆な服装が特徴。

## 開発
本作はCLOCKUPが得意とする凌辱を追求するために制作された。
タイトル案には『饗宴の赤』もあったが、わかりにくさゆえに却下された。
のちに、『饗宴の赤』は2017年に発売されたリマスター版のタイトルとして採用された。
本作が製作された2007年当時は容量の大きなアダルトゲームが流行しており、本作もまたメインヒロイン4人だけでなくサブヒロイン2人のHシーンが収録されていたほか、シナリオ容量も2017年頃のフルプライスのアダルトゲームの1.5倍もあった。このため、HDリマスター版である『饗宴の赤～読心調教録～』は二層式のDVDに収録された。

### リマスター
本作の発売から10年後の2017年、HDリマスター版である『饗宴の赤～読心調教録～』が制作された。
CLOCKUPの広報担当である金タイツマンは、リマスター化を決定した理由として「発売から10年という節目の年であると同時に、10年たった今でも人気がある。また、浜島と浅生の初コンビ作品でもあり、CLOCKUPのハード系の第一歩となった作品だから」と、2017年のGame Headlineとのインタビューの中で述べている。
リマスター版の制作にあたり、スクリプトが新規に作成され、電動オナホールへの対応といったシステムの導入が可能な限り進められ、演出の強化もはかられた。これに加え、2017年の基準に合わせたモザイクの再設定も実施されたため、リマスターには多大な時間が費やされた。
内容の変更および原画の塗りなおし等はしなかったものの、画面の比率を変更すると上下が切れてしまうため、画面の比率はオリジナルと同じく4:3に保たれ、解像度は1440×1080にとどめられた。

## スタッフ
- 原画：浜島重雄
- シナリオ：浅生詠、穂波衛一、にわりはとり、剣祐名、土岐光鳳
- 音楽：Blasterhead

## 主題歌
- 『Insanity』

作詞：kanoko/作曲：Taishi (Blasterhead)/歌：青葉りんご